# Smilet

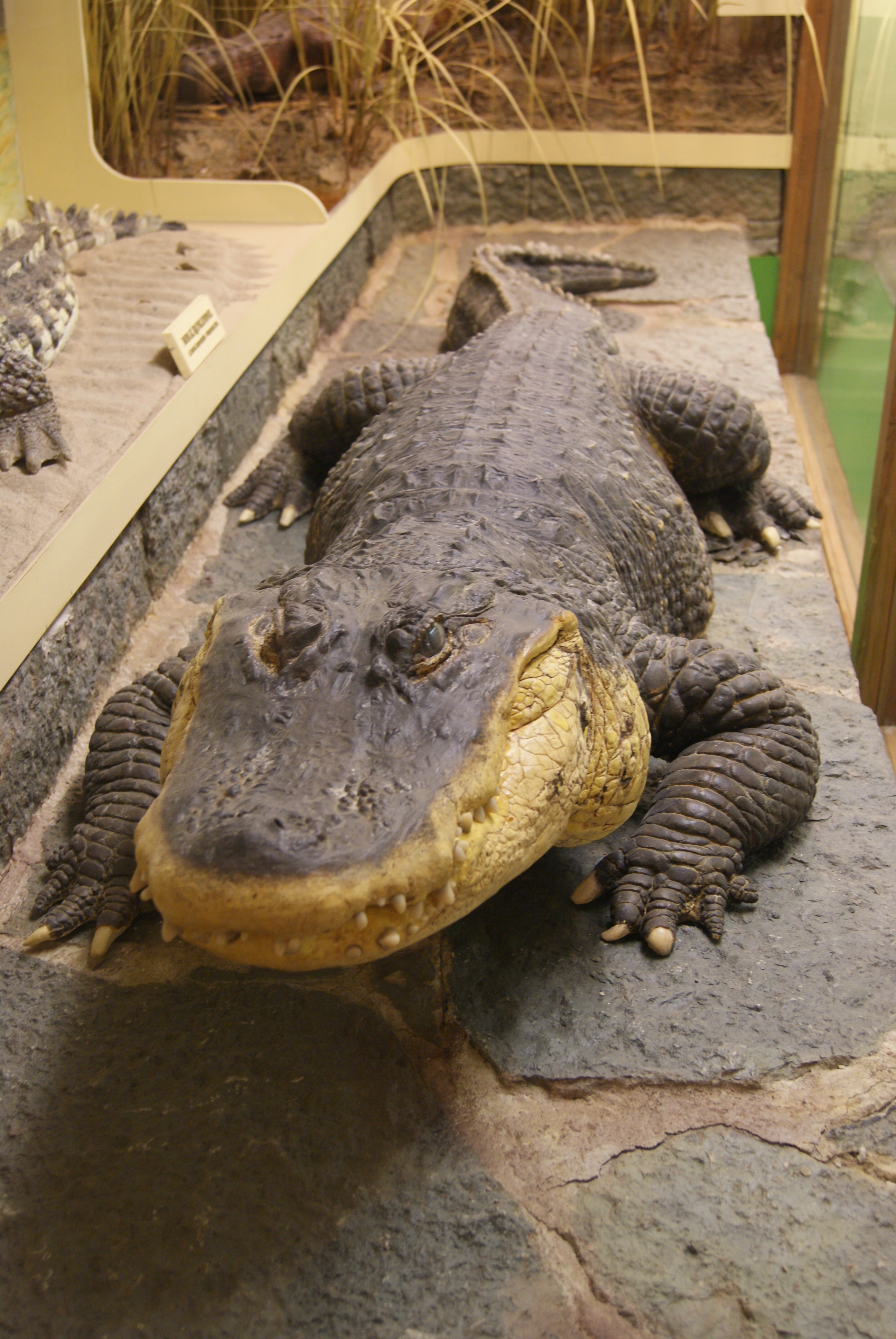
Avgjutningen av Smilet som finns att beskåda på Göteborgs Naturhistoriska Museum (2011).

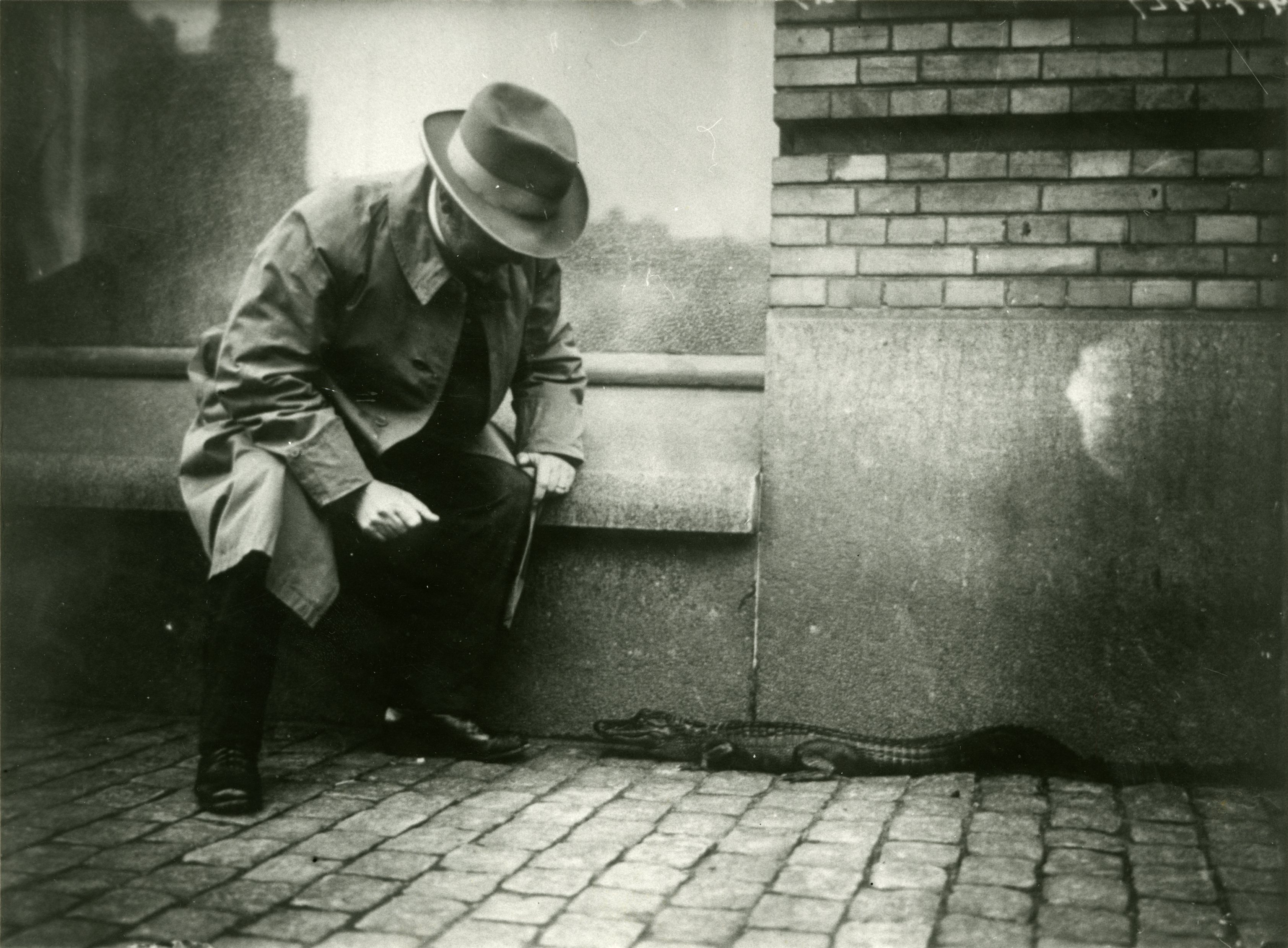
Smilet och akvariechef Hjalmar Östergren utanför Ostindiska huset år 1924.

Smilet var en amerikansk alligator (Alligator mississippiensis) som levde i fångenskap på Sjöfartsmuseet Akvariet i Göteborg under en stor del av 1900-talet. Smilet föddes sannolikt år 1921 och kom till Göteborg år 1923 då hon tillsammans med flera syskon köptes in till Jubileumsutställningen. Alligatorerna köptes på postorder från en alligatorfarm i Florida.
Efter Jubileumsutställningens slut köpte Sjöfartsmuseet Akvariet dess djur och akvarier. Detta museum hade dock ingen egen museibyggnad än så Smilet och övriga djur bodde från 1924 i tillfälliga lokaler hos Göteborgs Stadsmuseum i Ostindiska Huset. När Sjöfartsmuseet Akvariets nybygge på Karl Johansgatan i Majorna var klart år 1933 fick Smilet och övriga djur flytta in där.
Smilet bodde kvar på Sjöfartsmuseet Akvariet fram till 1980-talet. Hon hade periodvis sällskap av andra alligatorer men verkade trivas bäst ensam då hon ofta mobbade eller bet de andra alligatorerna tills de dog. Under lång tid bodde Smilet i en slags glaskista som påminde om en monter och där hon knappt kunde vända sig. 
Sitt namn Smilet fick hon av tidningen Arbetets läsare först år 1970. De utlyste en tävling om vad hon skulle heta och namnet Smilet vann. Andra förslag i tävlingen var "Ragata", "Agata", "Malliga-Tora", ''Alli-Gapstor'', "Ulla Lindström", "Maria Callas" och "Zara Leander":
Smilet avled 9 februari 1987. Vid sin bortgång var hon världens äldsta då levande alligator med sin beräknade ålder på 65 år och detta förlänade henne en plats i Guiness rekordbok. Däremot finns det dokumenterat alligatorer som blivit äldre genom historien. När hon dog vägde hon 75 kg och mätte 265 cm vilket är lite då nordamerikanska alligatorhanar kan bli dubbelt så stora. Det var också först i och med hennes död som man via obduktion kunde konstatera att hon var en hona.
År 1990, tre år efter hennes bortgång, gick hon återigen att beskåda, nu i form av en avgjutning av konservator Erling Haack, på Göteborgs Naturhistoriska Museum. Den är gjord i armerad gips, bemålad med oljefärg, försedd med jacketkronor skapade av Depenova Dentallaboratorium och med ögon uppbyggda av dubbla linser skapade av Hendén Optik AB. De faktiska kvarlevorna av Smilet finns bevarade i Göteborgs Naturhistoriska Museums vetenskapliga samlingar katalogiserad som nr 17246.
Liksom många andra kändisar verksamma i Göteborg, har även Smilet fått en spårvagn uppkallad efter sig, nämligen M29 859.